# Steven Benda
Steven-Andreas Benda (* 1. Oktober 1998 in Stuttgart) ist ein deutscher Fußballtorwart, der bei FC Fulham unter Vertrag steht und an den FC Millwall verliehen ist.

## Karriere
Benda begann das Fußballspielen in seiner Heimatstadt Stuttgart bei den Stuttgarter Kickers, denen er von spätestens 2005 bis 2010 angehörte. In der Folge wechselte er in die Nachwuchsabteilung des größeren Lokalrivalen VfB Stuttgart. Ab 2015 spielte er in der Jugend des VfR Aalen, zu dessen Training er täglich mit dem Zug pendelte. Ein Jahr später wechselte er in das Nachwuchsleistungszentrum des 1. FC Heidenheim.
Zur Saison 2016/17 schloss sich Benda dem TSV 1860 München an, für dessen A-Jugend-Mannschaft er in der A-Junioren-Bundesliga aktiv war sowie als Ersatztorwart der zweiten Mannschaft in der Regionalliga Bayern fungierte, dort aber ohne Einsatz blieb. Bereits nach einem Jahr folgte sein nächster Wechsel, als er sich auf Empfehlung des ehemaligen deutschen Fußballtorwarts Gerhard Tremmel dem walisischen Profi-Verein Swansea City anschloss. Tremmel fungierte dabei als Scout des Vereins, bei dem er ebenfalls zuvor als Profi gespielt hatte.
Bei Swansea City spielte Benda in der Folge zunächst für die zweite Mannschaft, gehörte in der Saison 2018/19 aber bereits 14 Ma l als Ersatztorwart dem Spieltagskader in Ligaspielen an. Für die Saison 2019/20 wurde Benda an den Viertligisten Swindon Town verliehen, bei dem er als Stammtorwart zu überzeugen wusste. Daher wurde er nach seiner Rückkehr zu Swansea City zur Saison 2020/21 zum festen Ersatztorwart befördert und gab sein Liga-Debüt am 3. Oktober 2020, als er in der Startelf im Heimspiel gegen den FC Millwall stand. Im Januar 2022 folgte dann eine halbjährige Leihe zum Zweitligisten Peterborough United.
Am 1. Juli 2023 verpflichtete ihn der FC Fulham aus der Premier League, wo er bisher nur in diversen Pokalwettbewerben sowie der U-21 zum Einsatz kam. Im Sommer 2025 wurde der Torhüter für eine Spielzeit an den FC Millwall in die EFL Championship verliehen.